# Matthäus Merian der Jüngere

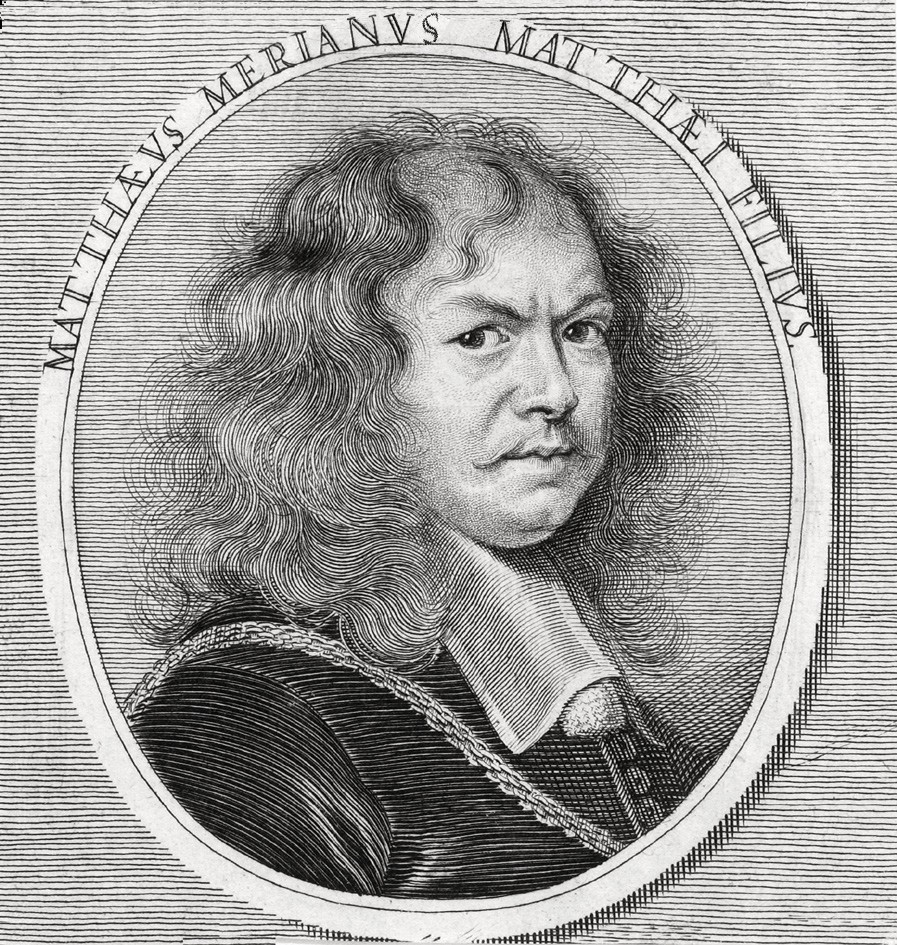
Matthäus Merian der Jüngere

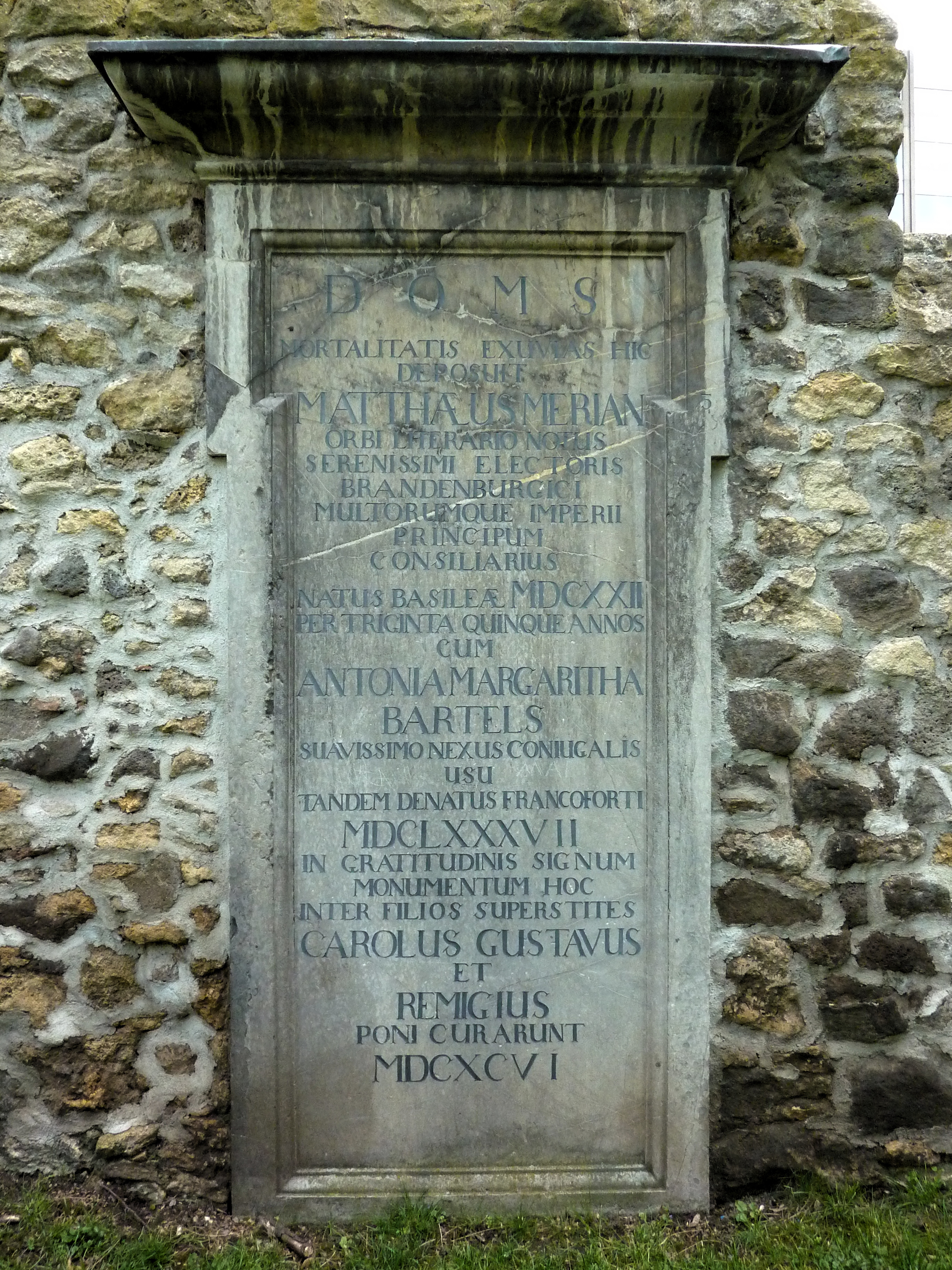
Das Grabmal Merians auf dem Frankfurter Peterskirchhof

Matthäus Merian der Jüngere (* 25. März 1621 in Basel; † 15. Februar 1687 in Frankfurt am Main) war ein Schweizer Maler, Kupferstecher und Verleger.

## Leben und Werk
Matthäus Merian war der älteste Sohn des Kupferstechers Matthäus Merian (1593–1650) und seiner ersten Frau Maria Magdalena geb. de Bry. Seine Halbschwester war die Naturforscherin Maria Sibylla Merian. Nach dem Tode seines Großvaters Johann Theodor de Bry übernahm der Vater dessen Verlag in Frankfurt am Main, wo Matthäus d. J. Schüler von Joachim von Sandrart wurde. Mit ihm ging er 1637 nach Amsterdam, 1639 zu Anthonis van Dyck nach London und 1641 nach Paris.
1642 kehrte Merian nach Frankfurt zurück, hielt sich aber 1643 bis 1647 zu Studienzwecken in Italien auf. 1647 nahm er als politischer Agent und Vertreter mehrerer Fürsten am Friedenskongreß in Nürnberg teil, von dessen Teilnehmern er Porträts anfertigte. Ab 1647/48 stand er auch in Diensten des Generals von Wrangel, den er mehrmals porträtierte.
Nach dem Tode seines Vaters 1650 führte er zusammen mit seinem jüngeren Bruder Caspar Merian den Verlag und gab weitere Bände der Topographia Germaniae und des Theatrum Europaeum heraus. Außer diesen Reihen produzierte der Verlag jedoch kaum noch Bücher. Die größten Erfolge erzielte Merian als Porträtist, so 1658 bei der Kaiserkrönung Leopolds I. in Frankfurt. Merian schuf aber auch Altarbilder, unter anderem für den Bamberger Dom und die Barfüßerkirche in Frankfurt.
Merian starb am 15. Februar 1687 in Frankfurt. Sein Grab auf dem Peterskirchhof in Frankfurt ist erhalten.

## Werke (Auswahl)

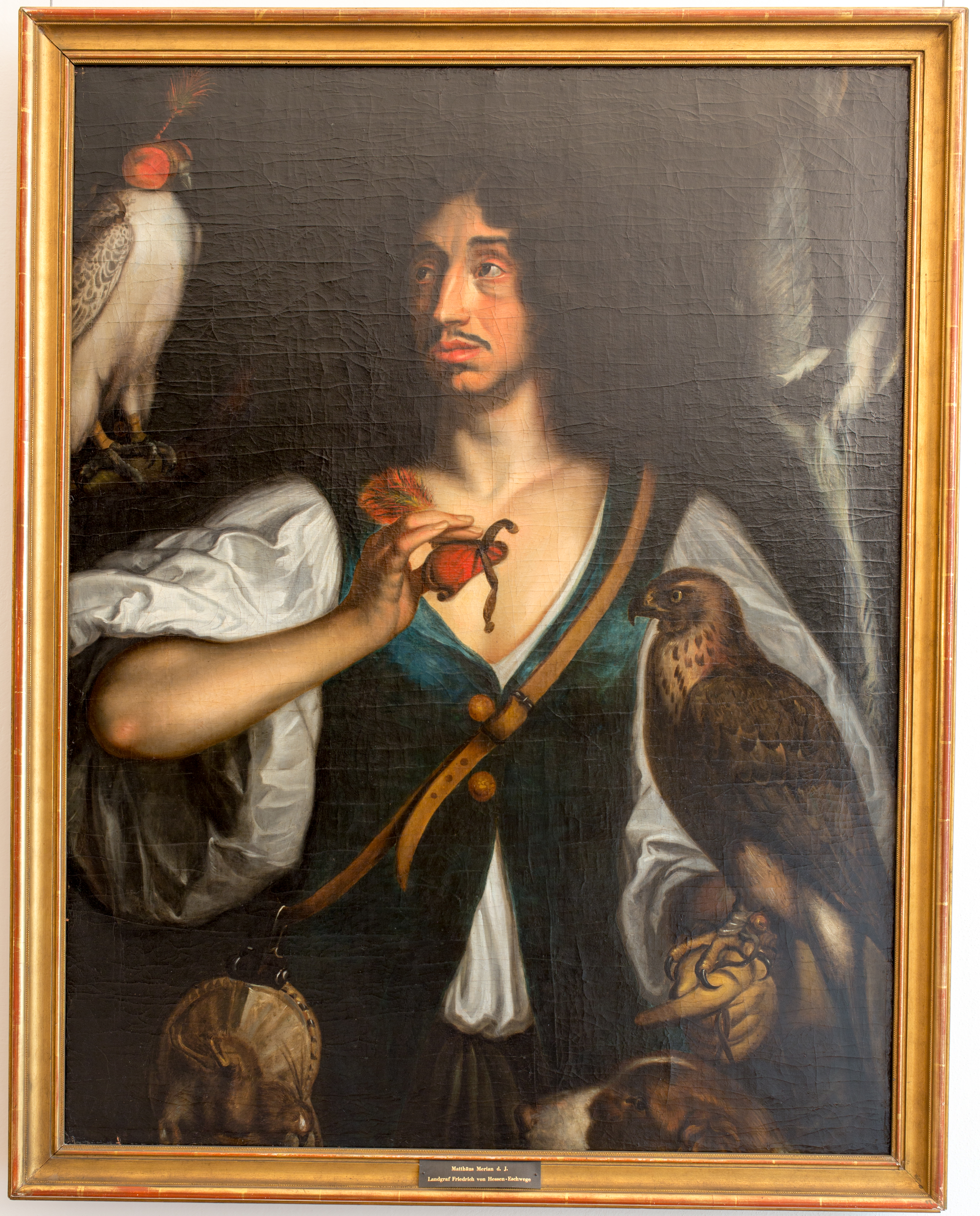
Landgraf Friedrich von Hessen-Eschwege als Falkner.

- Anbetung der Könige, 1654 (verbrannt beim Bombenangriff auf Würzburg am 16. März 1945), Würzburger Dom[3]
- Landgraf Friedrich von Hessen-Eschwege als Falkner, vor 1655, Jagdschloss Grunewald
- Porträt Carl Gustav Wrangel, 1662, Öl auf Leinwand, 108 × 86 cm, Schloss Skokloster